# Hadur al-Shaykh
Hadur al-Shaykh és un massís del Iemen.
Està situada a uns 40 km al nord-nord-oest de la seva homònima, Hadur Nabi Shuayb, i més de 50 km de Sana. Forma part del grup muntanyós Sarat, que inclou el pic de Djabal al-Masana de 3.310 metres d'altura. Fou explorat per E. Glaser el 1885.